# Tom Bogs
Tom Bogs (Copenaghen, 21 novembre 1944 – Copenaghen, 22 dicembre 2023) è stato un pugile danese.
Campione europeo dei pesi mediomassimi (1968-1969) e dei pesi medi (1969-1970), fu avversario vittorioso di Piero Del Papa e di Carlo Duran (una vittoria e una sconfitta).

## Biografia
Figlio di Poul Bogs, campione danese di getto del peso dal 1947 al 1950, sua sorella minore Maibritt fu campionessa nazionale di lancio del disco. 
Da dilettante, Tom Bogs prese parte alle Olimpiadi di Tokyo 1964 nella categoria dei pesi superwelter. Raggiunse i quarti di finale, dove perse contro il nigeriano Nojim Maiyegun.
Divenuto professionista, Bogs conseguì una striscia di 54 incontri senza sconfitte, con un solo pari ma combattendo sempre in Danimarca o, al massimo, alcune volte in Svezia. 
Ancora imbattuto, Bogs conquistò il titolo europeo dei pesi mediomassimi il 12 settembre 1968, a Copenaghen battendo il tedesco Lothar Stengel per KO al primo round. Ha difeso con successo il titolo, battendo ai punti Piero Del Papa, sempre a Copenaghen.
Ha poi rinunciato alla cintura per scendere nella categoria inferiore dei pesi medi e combattere contro il campione europeo Carlo Duran, con il titolo in palio. L'11 settembre 1969, a Copenaghen, Bogs conquistò la cintura europea dei medi, battendo ai punti l'italo-argentino.
Dopo un pari con Don Fullmer, nel giugno 1970, subì la sua prima sconfitta contro l'ex campione mondiale dei pesi welter e dei pesi medi Emile Griffith, nel ring casalingo di Valby, quartiere di Copenaghen.
Difese vittoriosamente il titolo europeo contro Luigi Patruno e, sempre in casa, contro il britannico Chris Finnegan. Poi si convinse a concedere la rivincita al trentaquattrenne Carlo Duran, a Roma. Il 4 dicembre 1970, ai punti, fu costretto a restituire il titolo nei guantoni dell'italo-argentino.
Il 19 agosto 1972, a Copenaghen, sfidò Carlos Monzón per il titolo mondiale dei pesi medi ma fu sconfitto dall'argentino per Kot al quinto round.
Riuscì poi a riconquistare il titolo europeo dei medi, resosi vacante, il 18 gennaio 1973, a Copenaghen, battendo ai punti l'italiano naturalizzato francese Fabio Bettini. 
In seguito, Bogs risalì nella categoria dei mediomassimi, riuscendo anche a sconfiggere l'ex campione del mondo WBA Vicente Rondón sul ring casalingo. Il 12 maggio 1974, alla Wembley Arena, però, fallì il tentativo di indossare nuovamente la cintura europea dei mediomassimi contro il britannico John Conteh (abbandono alla sesta ripresa). 
Risceso nei medi, dopo una vittoria con il Campione britannico Bunny Sterling e una sconfitta con Tom Bethea, già avversario di Benvenuti, si ritirò dal pugilato. Bogs morì il 22 dicembre 2023.